# Segarra
Segarra – comarca (powiat) leżąca w Hiszpanii w środkowej części regionu Katalonia. Zajmuje powierzchnię 722,8 km² i liczy 20 996 mieszkańców. Siedzibą comarki jest Cervera.

## Gminy
- Biosca
- Cervera
- Estaràs
- Granyanella
- Granyena de Segarra
- Guissona
- Ivorra
- Massoteres
- Montoliu de Segarra
- Montornès de Segarra
- Les Oluges
- Els Plans de Sió
- Ribera d'Ondara
- Sanaüja
- Sant Guim de Freixenet
- Sant Guim de la Plana
- Sant Ramon
- Talavera
- Tarroja de Segarra
- Torà
- Torrefeta i Florejacs